# 21531 Billcollin
21531 Billcollin è un asteroide della fascia principale. Scoperto nel 1998, presenta un'orbita caratterizzata da un semiasse maggiore pari a 2,7623356 UA e da un'eccentricità di 0,0714538, inclinata di 6,10778° rispetto all'eclittica.
Porta il nome di Bill Collin, che ha partecipato alla costruzione del Very Large Telescope.